# Sofia Bleckur
Sofia Bleckur (Rättvik, 3 luglio 1984) è un'ex fondista svedese.

## Biografia
In Coppa del Mondo ha esordito il 20 novembre 2004 a Gällivare (70ª) e ha ottenuto il primo podio il 25 novembre 2012 nella medesima località (2ª).
In carriera ha partecipato per la prima volta a un'edizione dei Campionati mondiali di sci nordico, Val di Fiemme 2013 (18ª nella 30 km il miglior piazzamento); due anni dopo, ai Mondiali di Falun 2015, ha vinto la medaglia d'argento nella staffetta e si è classificata 5ª sia nella 30 km, sia nello skiathlon.

## Palmarès

### Mondiali
- 1 medaglia:
  - 1 argento (staffetta a Falun 2015)

### Coppa del Mondo
- Miglior piazzamento in classifica generale: 49ª nel 2015
- 1 podio (a squadre):
  - 1 secondo posto

### Marathon Cup
- Miglior piazzamento in classifica generale: 13ª nel 2010
- 2 podi:
  - 2 terzi posti